# Lifeline (canción)
«Lifeline» —en español: «Salvación»— es el segundo sencillo del disco Metamorphosis del grupo de rock californiano Papa Roach. Fue lanzado como sencillo en todo el mundo el 9 de enero de 2009 y ha tenido una gran acogida en todos los "charts" en los que ha participado.

## Video musical
El videoclip fue dirigido por Chris Sims. Fue estrenado en octubre de 2009 y filmado en Long Beach, California.

## Lista de canciones
| Sencillo en CD |                                                          |          |  |
| N.º            | Título                                                   | Duración |  |
| 1.             | «Lifeline»                                               | 4.05     |  |
| 2.             | «Getting Away with Murder» (Live & Murderous In Chicago) |          |  |

| 7" sencillo |                               |          |  |
| N.º         | Título                        | Duración |  |
| 1.          | «Lifeline» (Radio remix)      | 3:59     |  |
| 2.          | «Lifeline» (Versión acústica) | 3:44     |  |

## Posicionamiento en listas
| Lista (2009)                            | Mejor posición |
| --------------------------------------- | -------------- |
| Canadá (Canadian Hot 100)               | 95             |
| Estados Unidos (Billboard Hot 100)      | 81             |
| Estados Unidos (Alternative Songs)      | 3              |
| Estados Unidos (Mainstream Rock Tracks) | 1              |
| Estados Unidos (Rock Songs)             | 5              |
| Estados Unidos (Adult Pop Songs)        | 33             |

## Personal
- Jacoby Shaddix – Vocalista
- Jerry Horton – Guitarra principal, coros
- Tobin Esperance – Bajo, coros
- Tony Palermo – Batería, coros